# Collasso dei Maya
Per collasso della civiltà maya del periodo classico si intende il declino e l'abbandono delle città del periodo classico (300-900) da parte dei Maya delle ‘'terre basse'’ tra l'VIII e il IX secolo. Gli anni dall'800 al 900 vengono spesso definiti '’periodo classico terminale'’. Il collasso della civiltà maya resta per ora uno dei misteri non risolti della storia umana, reso più affascinante dall'elevato sviluppo cui era pervenuta la civiltà Maya dal punto di vista culturale, sociale e tecnologico prima del repentino declino. Per i centri maya altamente sviluppati della parte meridionale delle terre basse il tracollo si realizza nel corso dell'VIII e IX secolo e culmina di lì a poco con l'abbandono delle città. Sono state elaborate nel tempo indicativamente 88 tra teorie e relative varianti, anche se non vi è una spiegazione universalmente riconosciuta dell'evento. Sembra ottenere particolare favore la teoria che chiama in causa l'avvento di un periodo di grande siccità.
Dal punto di vista archeologico il declino è attestato dalla cessazione di iscrizioni monumentali e dall'arresto della costruzione di opere architettoniche di grandi dimensioni. Di seguito le varie teorie formulate nel corso degli anni.

## Invasioni e conquiste
Le evidenze archeologiche che attestano l'invasione della città di Seibal (dipartimento di Peten, Guatemala) da parte dei Toltechi hanno suggerito lo spunto per la formulazione delle varie ipotesi che si basano su un'invasione subita dai Maya. La teoria più recente afferma che le terre basse a sud siano state conquistate da gruppi probabilmente originari della zona costiera del golfo. Questa invasione, cominciata nel IX secolo e durata 100 anni, avrebbe determinato la distruzione della civiltà maya del periodo classico. Si suppone che questa invasione sia stata in qualche modo influenzata dalle tribù tolteche del Messico centrale. Comunque sia, illustri studiosi della civiltà Maya ritengono questa spiegazione poco realistica ed evidenziano che il lungo e il complesso processo di declino può difficilmente essere stato determinato da sconfitte militari. È possibile che l'influenza della civiltà teotihuacana si sia estesa ai territori maya attraverso guerre ed invasioni ma le interazioni tra le due civiltà cominciano al principio del periodo classico, dunque molto prima del lasso temporale in cui si iscrive il collasso dei Maya, ossia il periodo classico terminale.

## Rivolte contadine, rivoluzioni o disordini sociali
Evidenze archeologiche attestano che gli anni tra il 730 e il 790 (specialmente durante il k'atun) furono il periodo più rigoglioso della produzione architettonica Maya: gli edifici crescevano per dimensione e numero pur senza che gli operai potessero avvantaggiarsi di utensili o dispositivi meccanici particolari. In questo periodo cominciano a manifestarsi alcuni segnali che preannunciano il collasso successivo. La maggior parte del carico di lavoro veniva svolto dai contadini delle città, come ad esempio accade a Tikal e Copán, dove furono progettati edifici e strutture sempre più grandi, come palazzi reali e campi per il gioco della palla. Secondo una teoria supportata da J. E. S. Thompson, il collasso dei Maya fu determinato dalla rivolta delle classi sociali più povere che fornivano la manodopera. Secondo questa corrente di pensiero, man mano che le condizioni di vita divennero più difficili, l'esasperante carico di lavoro iniziò a "minare l'ossequio dei principi religiosi e l'organizzazione sociale presso le classi popolari" determinando una sorta di rivolta contro le élite, in particolar modo contro i sacerdoti-governanti.. Tale ipotesi spiega anche il brusco crollo delle funzioni delle élite e la presenza di edifici e centri cerimoniali mai completati. Queste rivolte si verificarono in tempi e territori differenti, quindi è verosimile che le rivolte nei confronti del potere costituito furono spontanee e non organizzate. A Piedras Negras l'incendio di palazzi e la distruzione di troni regali fa pensare che questo tipo di rivolte abbiano avuto in alcuni casi anche una componente particolarmente violenta.
La teoria di Thompson, però, non spiega l'abbandono delle città da parte della popolazione e non spiega che fine questa abbia fatto. Secondo David Webster, la mancanza di una élite egemonica avrebbe determinato un aumento della popolazione piuttosto che una riduzione. Inoltre non è chiaro come mai in seguito alla deposizione della élite aristocratica non sia stata ricreata una nuova forma di governo come, in situazioni analoghe, accadde ad esempio in Cina. Uno studio di Elliot Abrams evidenzia che, ad esempio a Copán, gli edifici e le costruzioni sono tali da non aver richiesto una grande quantità di tempo e numero di lavoratori. In ogni caso la teoria di Thomson (1898-1975) venne formulata quando gli studi archeologici indicavano che il popolo maya fosse numericamente inferiore rispetto alle conoscenze attuali.. Rivolte contadine e disordini sociali ebbero senz'altro la loro importanza e furono accompagnate da invasioni da parte di popolazioni straniere. Non sono stati documentati però moti popolari di dimensioni tali da causare l'abbandono in massa di intere regioni. Solitamente quando le classi più povere o differenti gruppi culturali si ribellano, assumono in qualche modo una posizione sociale dominante oppure diminuiscono il potere delle élite, ma non abbandonano il territorio. Battaglie, rivoluzioni, guerre civili, guerre intestine, rivolte contadine e lotte dinastiche sono eventi storici che solitamente si concludono con la formazione di un nuovo equilibrio; le turbolenze sociali solitamente si autolimitano nel tempo. La teoria della rivoluzione sociale o della lotta tra classi nello spiegare il collasso della civiltà maya del periodo classico non ha dunque alcun precedente storico. Le rivoluzioni conferiscono di norma nuovo vigore alle nazioni, le fortificano e fanno parte di cicli che si ripetono nel tempo.

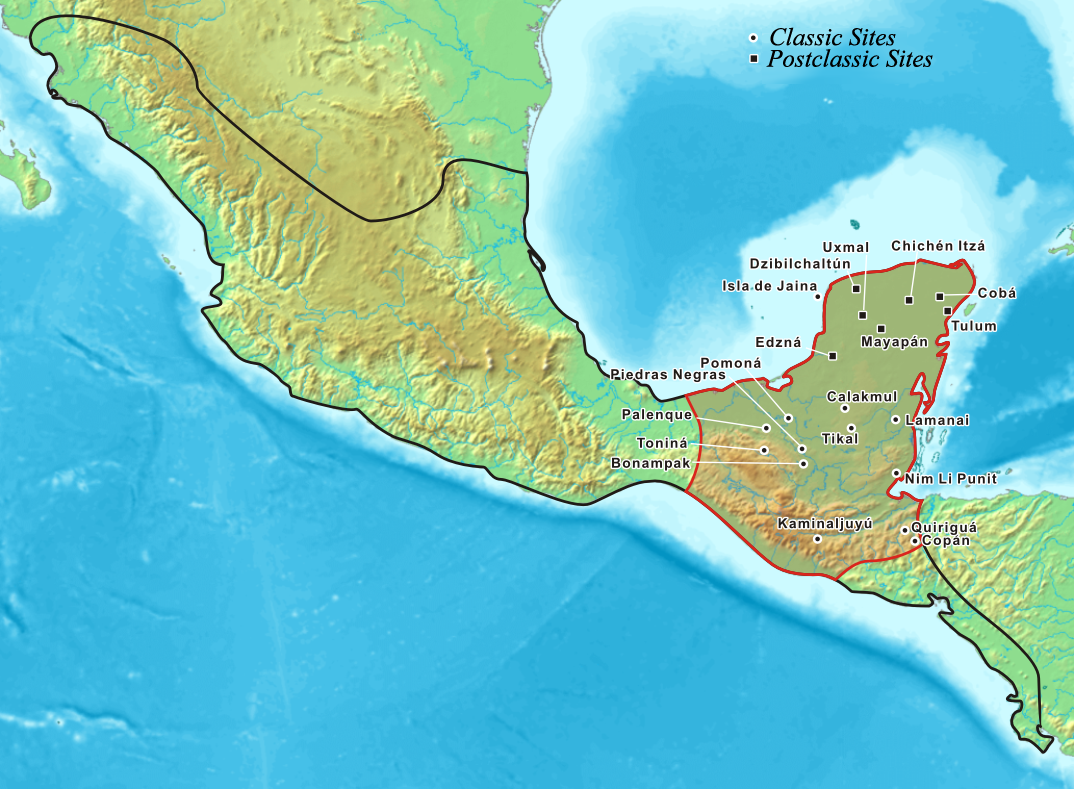
La Mesoamerica, in evidenza l'area maya

## Contrazione del commercio
È stato ipotizzato che il tracollo della civiltà maya sia stato determinato da un deterioramento dell'intricata rete di scambi commerciali, in particolar modo quelli effettuati verso Teotihuacan. Si era creduto in passato che la civiltà residente a Teotihuacan fosse tramontata intorno al 700-750 d.C. costringendo le popolazioni mesoamericane ad un "rimodellamento delle relazioni economiche nelle aree del Golfo e negli altopiani del centroamerica" Questa sorta di ristrutturazione delle relazioni economiche e commerciali tra civiltà avrebbe influito, anche se tardivamente, sui Maya. Studi più approfonditi dimostrano però che l'influenza di Teotihuacan fu imponente soprattutto nel IV e V secolo e che la civiltà ivi residente cominciò a perdere il proprio potere -e forse ad abbandonare l'area- già nel 600-650, un secolo prima del tracollo Maya. Piuttosto che determinare il declino dei Maya, lo spegnimento della civiltà di Teotihuacan avrebbe dovuto spostare a favore dei Maya le rotte commerciali e favorirne lo sviluppo economico.
 Le materie prime scambiate nelle reti commerciali erano costituite essenzialmente da ossidiana, cacao, piume ed altri beni di lusso. Gli alimenti alla base della dieta quotidiana venivano invece prodotti e consumati direttamente nei centri abitati poiché il clima caldo e umido rendeva difficile la conservazione per un eventuale trasporto e vendita, fatta eccezione per alcuni cereali, il cacao e altri vegetali. Le terre basse commerciavano essenzialmente coltelli in selce, vasellame, schiavi, pelli di giaguaro, iguana utilizzato per l'alimentazione e per la produzione di sostanze medicinali, verdure e cereali; le terre alte esportavano giada, piume di quetzal, cinabro, tinture a base di ematite speculare.
 È probabile che la contrazione dei commerci sia stato un fenomeno temporaneo oppure determinato dal fallimento dell'intera economia agricola, quindi un effetto del collasso dei Maya piuttosto che la causa.

## Malattie a carattere epidemico
Una malattia propagatasi velocemente attraverso la popolazione potrebbe spiegare il rapido spopolamento dei centri abitati, sia nel caso di patologie mortali sia nel caso di malattie a prognosi fausta ma caratterizzate da un periodo di recupero molto lungo. Secondo Dunn (1968) e Shimkin (1973) malattie infettive trasmesse da parassiti furono comuni nelle foreste pluviali delle regioni tropicali, di cui le terre basse dei maya sono un esempio. Shimkin ipotizza che i Maya abbiano potuto contrarre infezioni endemiche correlate alla tripanosomiasi americana, ascaridiasi oppure alcune infezioni da germi enteropatogeni che causano diarrea acuta. Lo sviluppo della civiltà maya avrebbe prodotto delle modificazioni dell'ambiente (agricoltura, insediamenti) favorevoli alla riproduzione di parassiti e insetti vettori di malattie. In particolar modo le infezioni intestinali che causano diarrea, quando colpiscono bambini ed adolescenti, col passare del tempo e a causa di episodi ripetuti, ostacolano la naturale crescita e sviluppo rendendoli più sensibili ad altre malattie nel corso della vita adulta. L'ipotesi delle malattie endemiche viene ritenuta una spiegazione accessoria del declino dei maya del periodo classico.

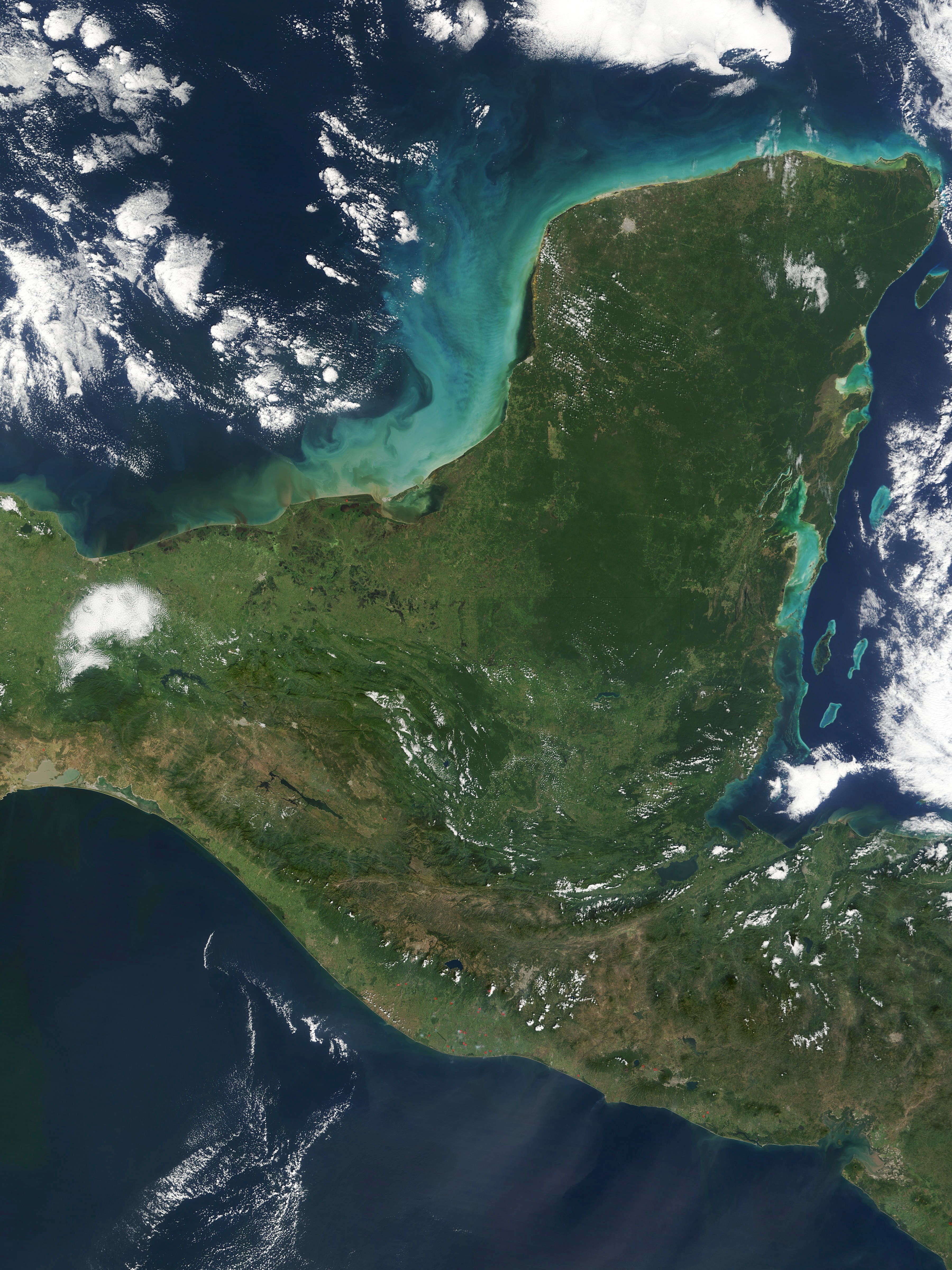
La penisola dello Yucatán vista da satellite.

## Siccità
Periodi di intensa siccità colpirono la penisola dello Yucatán e l'area del bacino di Peten con particolare asprezza poiché il suolo tropicale diventa meno fertile e lavorabile se privato della copertura della vegetazione forestale. Cicli stagionali normali di siccità prosciugano le acque superficiali. Le cronache redatte dagli invasori spagnoli documentano con accuratezza cicli di siccità, carestia, epidemie e guerre, fornendo un'affidabile registrazione storica del ciclo delle variazioni climatiche nelle regioni Maya. Mutamenti climatici furono chiamati in causa per la prima volta nel determinismo del collasso maya da Thomas Gann e J. E. S. Thompson. Nel libro The great maya droughts Richardson Gill raccoglie ed analizza una serie di dati climatici, storici, idrogeologici, biologici (studi sui vegetali, vulcani, sedimenti di laghi) e archeologici che dimostrano che una serie incalzante di periodi di siccità hanno probabilmente causato il collasso dei Maya nel periodo classico. La teoria della siccità rappresenta l'elemento di base comune a tutte le altre teorie, in quanto invasioni da parte di popoli lontani, rivolte contadine, diminuzione degli scambi commerciali, aumento delle guerre di conquista eccetera possono essere spiegati come gli effetti di un prolungato periodo di siccità sofferto dal popolo dei Maya. I mutamenti climatici vengono sempre più spesso chiamati in causa come elementi chiave nell'ascesa e tramonto di civiltà in tutto il mondo. Il prof. Harvey Weiss dell'Università di Yale e Raymond S.Bradley dell'Università del Massachusetts hanno scritto " Attualmente molti elementi convergono sulla rilevanza dei cambiamenti climatici come elementi condizionanti ripetuti declini di civiltà". In un'altra pubblicazione Weiss afferma:
Gill sostiene nel suo ‘'The Great Maya Droughts'’:
Studi climatici, dati provenienti dall'analisi degli anelli dei tronchi d'albero e dati climatici di tipo storico evidenziano che un clima freddo dell'emisfero nord del pianeta è associato a siccità nel centroamerica.. Al tempo del collasso della civiltà Maya il clima del nord dell'Europa era caratterizzato da temperature particolarmente rigide; correlazioni climatiche analoghe possono essere stabilite anche nel XX secolo. L'attività di vulcani fuori e dentro il centroamerica è correlata con basse temperature e successivi periodi di siccità come attestato dalle conseguenze dell'eruzione del vulcano Tambora nel 1815.
Molti pensano che i Maya abbiano vissuto in una foresta pluviale ma tecnicamente il loro territorio è da considerarsi un deserto stagionale, dunque privo di fonti stabili di acqua dolce. L'approvvigionamento idrico era pertanto strettamente dipendente dalle precipitazioni: l'acqua piovana veniva raccolta e accumulata per essere utilizzata anche durante le stagioni con poche piogge. Anche una tenue variazione nella distribuzione delle precipitazioni poteva produrre drammatiche conseguenze. L'accesso e gestione delle risorse idriche fu critico nello sviluppo della civiltà Maya.
Gli aspetti controversi della teoria della siccità riguardano il fatto che mentre le città centrali o del sud delle terre basse furono abbandonate, quelle del nord come Chichén Itzá, Uxmal e Coba continuarono a prosperare a lungo. Nel nord nello Yucatan la vicinanza alle costa e la possibilità di rifornimento di pescato e selvaggina propria della fascia costiera possono spiegare la sopravvivenza di città come Chichén Itzá e Mayapan. Un'altra critica alla teoria è che attualmente nelle penisola dello Yucatan le precipitazioni sono più abbondanti al sud e non a nord. Secondo i sostenitori, la distribuzione attuale delle precipitazioni non corrisponderebbe necessariamente a quella del IX secolo. Heater McKillop, archeologa dell'LSU, ha dimostrato un aumento del livello del mare intervenuto in corrispondenza delle coste vicine alle terre basse dei Maya durante il periodo classico, indicativo di cambiamenti climatici dell'epoca.
David Webster, critico nei confronti di questa teoria, sostiene che gli studi compiuti da Gill si basano per la maggior parte su osservazioni condotte nel nord dello Yucatan, dove la civiltà Maya continuò a prosperare, e non nella zona meridionale dove si verificò il tracollo. Webster sostiene inoltre che qualora si fosse davvero verificato un prosciugamento delle fonti di acqua, i Maya si sarebbero trasferiti in altre zone con condizioni ambientali più favorevoli.

## Ipotesi del crollo dell'ecosistema
Questa ipotesi fu formulata inizialmente da O. F. Cook nel 1921 quando si riteneva che l'agricoltura maya fosse essenzialmente praticata con coltivazione su debbiato (Shifting cultivation) che produceva col tempo un esaurimento della fertilità del terreno. Studi recenti hanno invece dimostrato la grande varietà di tecniche di agricoltura intensiva che permisero la sussistenza della vasta popolazione maya del periodo classico. Le tecniche utilizzate includono terrazzamenti, utilizzo di canali per l'irrigazione, campi sopraelevati o protetti dalle inondazioni tramite solchi, uso di feci umane come fertilizzante, Chinampa, argini, dighe, serbatoi e vari metodi di stoccaggio di acqua, sistemi idraulici, bonifica di paludi, incendi assistiti con lo scopo di sanificare e fertilizzare il terreno, ed altre tecniche che non sono state ancora comprese appieno. Oltre ai terreni montuosi, i Maya sfruttarono per l'agricoltura anche l'impervia foresta pluviale tropicale per 1500 anni. Le tecniche agricole adoperate dai Maya furono strettamente dipendenti dalla disponibilità di acqua. I Maya prosperarono in un territorio che sarebbe stato proibitivo per la maggior parte dei popoli del tempo; il loro successo nell'arco di due millenni in queste condizioni ambientali fu a dir poco straordinario. Il modello del collasso dell'ecosistema indotto dai Maya, in assenza di cambiamenti climatici globali, sembra una teoria priva di credito.